# Michael Lee (musicien)
Pour les articles homonymes, voir Michael Lee.
Michael Lee, né le 19 novembre 1969 et mort le 24 novembre 2008, est un batteur anglais qui est surtout connu pour avoir tourné et enregistré avec les anciens musiciens de Led Zeppelin, Robert Plant et Jimmy Page.

## Biographie
Lee est né Michael Gary Pearson le 19 novembre 1969 à Darlington dans le comté de Durham en Angleterre. Il a un frère, Tony, et une sœur, Janet.
En 1988, il commence sa carrière professionnelle en tant que batteur avec Little Angels (en), un groupe de Scarborough qui devient l'un des principaux groupes de rock britannique du début des années 1990. Cependant, Lee est limogé du groupe au cours de la tournée Young Gods, après que les autres membres ont découvert qu'il a auditionné pour The Cult dans leur dos. Il participe ensuite à la tournée mondiale Ceremony de The Cult en 1991 et 1992 (et est remplacé dans Little Angels par Mark Richardson (en)).
Il travaille ensuite avec Echo and the Bunnymen et au sein du groupe Thin Lizzy reformé. Lee joue également avec de nombreux autres groupes, dont Holosade, Alaska et Sweet Janes.
Finalement, c'est sa collaboration avec l'ancien chanteur de Led Zeppelin, Robert Plant, qui lui assure sa renommée. À la suite de son travail sur le matériel solo de ce dernier, il est invité à poursuivre cette collaboration lorsque Plant retrouve le guitariste Jimmy Page pour leur projet Page and Plant, qui donnera naissance à l'album No Quarter: Jimmy Page and Robert Plant Unledded en 1994. Lee devient le batteur de leur groupe de tournées et en studio, étant également crédités sur certains titres. Puis en 1998, il est le batteur sur l'album Walking into Clarksdale de Page et Plant.
Lee tourne aussi avec Jeff Martin (en) et tient la batterie sur l'album solo de ce dernier, Exile and the Kingdom (en). Il joue également avec les fondateurs de The Cult Billy Duffy (en) et Ian Astbury (en) lors de leur tournée Ceremony. Enfin, en 2006, il collabore à l'album solo de Ian Gillan, (chanteur de Deep Purple), Gillan's Inn (en).

### Mort
Lee meurt le 24 novembre 2008 d'une crise d'épilepsie. Il est retrouvé mort dans son appartement à Darlington et ses funérailles ont lieu dans sa ville natale la semaine suivante. Ses anciens camarades de groupe Toby Jepson (en) et Jimmy Page font partie des cent cinquante personnes qui y assistent. Au cours de la cérémonie, son cousin Steve Metcalfe, patron du pub Quaker House dans lequel il arrivait à Lee de jouer, lui rend hommage : « C'était l'un des hommes les plus déterminés, ambitieux et talentueux que j'aie jamais connus. J'espère juste que le bon Dieu a une batterie décente pour lui ». Robert Plant joint ces mots à un bouquet de fleurs : « Quel gâchis. Trop tôt. Je suis vraiment désolé, j'ai toujours apprécié ton enthousiasme et tes idées. »

## Instruments
À l'instar de John Bonham de Led Zeppelin, Michael Lee utilise des batteries de grandes tailles, d'une hauteur de 6 pieds et 2 pouces (1,85 m). Sa grosse caisse mesure 26 pouces (66 cm) de diamètre et sa caisse claire est une coque en laiton de 14 pouces sur 14 (35,5 cm).

## Discographie

### Page and Plant
- 1994 : No Quarter: Jimmy Page & Robert Plant Unledded
- 1998 : Walking into Clarksdale

### Echo and the Bunnymen
- 1999 : What Are You Going to Do with Your Life?

### Jeff Martin
- 2006 : Exile and the Kingdom (en)

### Ian Gillan
- 2006 : Gillan's Inn (en)